# 黑騎士 (動畫)
參數所指定的目標頁面不存在，建議更正成存在頁面或直接建立下列一個頁面（建立前請先搜尋是否有合適的存在頁面可以取代）：
- 黑騎士 (消歧義)

《黑騎士》，另譯《蜘蛛騎士》以及《蜘蛛行者》，原是一部由美國於2004年12月推出的科幻小說系列。後來被改編為電視動畫，由加拿大的和日本的聯合製作（正式發行為加拿大的和美國的）。
動畫共52集，在日本播映時被分為兩部份，第一部份為，共26集，自2006年4月5日至9月27日在東京電視台系播映；第二部份為，共26集，在Kids Station播映。

## 故事簡介
在世界的中心有另一個不為人知的世界存在，名叫「印內世界」（英：Legendary Inner World）。少年亨特·斯蒂爾（英：Hunter Steel）根據祖父留下的資料，走進一座金字塔，去尋找印內世界，結果進入了印內世界，發現那裡有巨大的金屬蜘蛛與蜘蛛戰士聯手對抗昆蟲敵人因塞克特軍（英：Invectids），而亨特也成為蜘蛛戰士之一。

## 登場角色

### 蜘蛛戰士
- 亨特·斯帝爾（配音員：熊井統子（日本）；丘梅君（台灣）；王夢華（香港）

他在金字塔內意外地套上了蜘蛛戰士特有的瑪那克爾手鐲，進入了印內世界。他在印內世界遇到戰鬥蜘蛛沙多，雖然沙多初時不喜歡他，最後也接納他為拍檔。
在故事中證明了亨特就是印內世界的救世主，以及在故事中並沒有表明自己對克羅娜及阿古妮的感情，只是在第2季最終集說誰捉到自己就和誰做拍檔。
- 克羅娜（配音員：千葉紗子（日本）；龍顯蕙（台灣）；魏惠娥（香港）

阿拉庫納王國的人類少女，變身後的武器是弓箭，拍檔蜘蛛是維納斯。她發現亨特是蜘蛛戰士後，帶他到阿拉庫納城見其他蜘蛛戰士。後來知道自己是奧拉克爾巫女之一。對亨特抱有好感。
是阿古妮的妹妹。
- 伊古那斯（配音員：子安武人（日本）；孫誠（台灣））

拍檔蜘蛛是火焰。
- 綠門王子（配音員：比嘉久美子（日本）；吳貴竹（台灣）；龍德瓊（香港）

蜘蛛戰士的領袖，阿拉庫納的統治者。
- 絲巴克公主（配音員：清水香里（日本）；吳貴竹（台灣））

綠門的妹妹，拍檔蜘蛛是霍塔拉。
- 馬克瑪（配音員：小谷欣矢（日本））

[勇者］布萊特
傳說中的英雄。
- 阿古妮（配音員：小林沙苗（日本）；丘梅君（台灣））

### 因塞克特
因塞克特昆蟲的身高與人類相若。
- 曼帝德（配音員：家中宏（日本）；黃天佑（台灣））

昆蟲軍團因塞克特的首領，極欲取得奧拉克爾鑰匙，以奪取藏鑰鎖匙的力量。因塞克特的昆蟲相信他可以為缺乏陽光的因塞克特帶來光明，願意聽由他差使。
- 古拉斯霍普（配音員：千葉繁（日本）；孫誠（台灣））

曼帝德手下的四天蟲之一，外型像草蜢。他因屢次被蜘蛛戰士打敗，在故事中段被曼帝德逐走。他計劃接近蜘蛛戰士，再奪取奧拉克爾鎖匙向曼蒂德邀功，最後卻與絲巴克公主成為朋友，變成蜘蛛戰士的同伴。
- 比萊因（配音員：淺川悠（日本）；龍顯蕙（台灣））

四天蟲之一，後來發現曼帝德的真正企圖，從他的堡壘逃出。
- 帕古斯（配音員：關俊彥（日本）；孫誠（台灣））

四天蟲之首。
- 斯塔古斯（或譯史達加）（配音員：三宅健太（日本）；黃天佑（台灣））

四天蟲之一。
- 阿古妮（配音員：小林沙苗（日本）；丘梅君（台灣））

她是蜘蛛戰士，拍檔蜘蛛是普迪亞。她在因塞克特生活多年。初時被因塞克特以特製面具操控，除去面具就回復自己意志。她也是奧拉克爾巫女之一。對亨特抱有好感。
是克羅娜的姐姐。

### 其他
- 奧拉克爾

印內世界的精靈，瑪那酷爾的創造者，賜力量予蜘蛛戰士和戰鬥蜘蛛變身及戰鬥。

## 各集標題

### 第一季
| 集數   | 標題（日文） | 標題（台灣木棉花國際翻譯） | 標題（英文）            | 標題（香港亞洲電視翻譯） |
| ------ | ------------ | -------------------------- | ----------------------- | ------------------------ |
| 第1集  | 地下世界     | 地底世界                   | The Inner World         | 印內世界                 |
| 第2集  | アラクナ城へ | 到阿拉庫納城               | Never Give Up           | 永不放棄                 |
| 第3集  | 勇者の資格   | 勇者的資格                 | First Impressions       | 第一印象                 |
| 第4集  | 一輪の花     | 一朵花                     | Smells Like Team Spider | 好像蜘蛛的氣味           |
| 第5集  | 勇者の丘     | 勇者之丘                   | Memories of Champions   | 紀念勇者                 |
| 第6集  | キラキラの球 |                            | Spider Rider's Ball!    | 圓球                     |
| 第7集  | ルメンの理由 |                            | Princely Power          | 王子的力量               |
| 第8集  | 放浪のマグマ |                            | The Wandering Warrior   | 流浪的戰士               |
| 第9集  | 戦士の休日   |                            | Hunter's Holiday        | 亨特的假期               |
| 第10集 | アクーネ     |                            | The Mask of Aqune       | 馬古尼的面具             |
| 第11集 | コロシアム   |                            | Deadly Distraction      | 分散注意力的決鬥         |
| 第12集 | オラクルの鍵 |                            | Keys to Destruction     | 奧拉克爾鎖匙             |
| 第13集 | 目覚め       |                            | A New Power             | 勝利的鎖匙               |
| 第14集 | スタッグス   |                            | Stags' Challenge        | 戰士力量                 |
| 第15集 | 災いの影     |                            | Ghost Spider            | 幽靈蜘蛛                 |
| 第16集 | コロナの故郷 |                            | Corona's Homecoming     | 克羅娜的故鄉             |
| 第17集 | 友           |                            | Return of a Friend      |                          |
| 第18集 | ポーシャ     |                            | Unmasked                |                          |
| 第19集 | 恋するルメン |                            | Lumen's Love            |                          |
| 第20集 | 勇者ブレイド |                            | Hero Act                |                          |
| 第21集 | コロナらしく |                            | Because I'm a Warrior   |                          |
| 第22集 | 裏切り虫     |                            | The Wages of War        |                          |
| 第23集 | 光りなき帝国 |                            | Dark World              |                          |
| 第24集 | 異国から     |                            | Key to the City         |                          |
| 第25集 | アクーネ変身 |                            | Action in Arachna       |                          |
| 第26集 | 聖なる光     |                            | Big Bug                 |                          |

※備註：台灣東森幼幼台播出的各集標題譯名沿用日文翻譯；香港亞洲電視播出的各集標題沿用英文翻譯。

### 第二季
| 集數   | 標題（日文） | 標題（中文） | 標題（英文）           |
| ------ | ------------ | ------------ | ---------------------- |
| 第1集  | ヌウマ国へ   |              | Fateful Decision       |
| 第2集  | 勇者の旅立ち |              | Journey Of Champions   |
| 第3集  | 大河を渡れ   |              | Voyage                 |
| 第4集  | 幽霊船の秘密 |              | Ghost Ship             |
| 第5集  | 楽園         |              | Paradise               |
| 第6集  | 伝説の勇者   |              | Hero                   |
| 第7集  | 王子達の苦難 |              | Grasshop's Misfortunes |
| 第8集  | 別れと再会と |              | Reunions               |
| 第9集  | 信じる者     |              | Spies and Lies         |
| 第10集 | ヌウマ城     |              | Nuuma Castle           |
| 第11集 | 決闘         |              | Bitter Revenge         |
| 第12集 | 決着         |              | The Confrontation      |
| 第13集 | 命のために   |              | Protectors of Life     |
| 第14集 | 精霊の巫女   |              | Oracle's Maiden        |
| 第15集 | 新たなる脅威 |              | Returning              |
| 第16集 | 消えゆく光   |              | Bad Omens              |
| 第17集 | 飛べない蝶   |              | Fly no Longer          |
| 第18集 | 届かぬ想い   |              | A Lack of Trust        |
| 第19集 | ラビリンス   |              | Labyrinth              |
| 第20集 | 皇帝と勇者   |              | Afraid Of the Dark     |
| 第21集 | 勇者の奥義   |              | Dark Deception         |
| 第22集 | 皇帝の罠     |              | Mantid's Trap          |
| 第23集 | おかえり     |              | Welcome Back           |
| 第24集 | 太陽の舟     |              | Ark Of Destiny         |
| 第25集 | 世界のために |              | Faces of Fear          |
| 第26集 | 結果オーライ |              | Arachna Power          |

## 主題曲

### 日本

#### 第一季
- 片頭曲：

1. 『ALRIGHT』（第1話～第26話）
歌・演奏：、作詞：福井秀・尾上文、作曲：星野敏章・篠原亜希子、編曲：倭製ジェロニモ&ラブゲリラエクスペリエンス・守時龍巳

- 片尾曲：

1. 『トワイライトタイム』（第1話～第13話）
歌：（BMG JAPAN）、作詞：MCU、作曲：MCU・CMJK、編曲：CMJK
2. 『恋の景色』（第14話～第26話）
歌：（BMG JAPAN）、作詞・作曲：山田タマル、編曲：內山肇

#### 第二季
- 片頭曲：

1. 『ブレイヴハート』
歌：コロナ（千葉紗子）（ランティス）

- 片尾曲：

1. 『Toward a Dream』
歌：シャドウ（近藤隆）&アクーネ（小林沙苗）（ランティス）

### 北美
- 片頭曲：「Calling All Spider Riders」

歌：Grayson Matthews Audio
※備註：台灣東森幼幼台播出的沿用日文版本；而香港亞洲電視播出的沿用英文版本。

## 外部連結
- 官方網站 （页面存档备份，存于）
- 東京電視台官網 （页面存档备份，存于）